# チュニス県
チュニス県（チュニスけん、アラビア語: ولاية تونس, ラテン文字転写: Wilāyat Tūnis; フランス語: Gouvernorat de Tunis）は、チュニジアの県である。チュニジアの北に位置する。県都は首都でもあるチュニスである。24県中面積は最小、人口は最大の超過密県である。

## 隣接する県
- ベンナラス県
- マヌーバ県
- アリアナ県

## 構成自治体
- カルタゴ
- ガマール
- ラ・グレット
- ラ・マルサ
- レ・バルドー
- レ・クラム
- シディ・ブ・サイド
- シディ・ハッシン
- チュニス